# Autofellatio

Ilustracja mężczyzny wykonującego autofellatio

Autofellatio – forma masturbacji polegająca na oralnej stymulacji własnego penisa. Tylko niewielka liczba mężczyzn jest w stanie wykonać fellatio na sobie, ze względu na wymaganą elastyczność.

## Historia
Egiptolog David Lorton twierdzi, że wiele starożytnych tekstów odnosi się do autofellatio w religii Egiptu, zarówno w sferze bogów, jak i wśród wyznawców wykonujących rytuały religijne. Według niego w Papirusie Bremner-Rhind 28, 20–24, w dokumencie zatytułowanym Księga obalenia Apophisa, znajduje się poemat opowiadający o tym, jak bóg słońca Ra stworzył boga Szu i boginię Tefnut, odbywając akt autofellatio i wypluwając własne nasienie na ziemię.  W starożytnych tekstach egipskich akt ten zwykle wykonywał bóg Atum, a większość tekstów przedstawia jedynie plucie nasieniem lub jedynie masturbację, a nie oba te elementy jednocześnie.
Michel Foucault cytuje Oneirocritica Artemidora, który utożsamia akt „wzięcia [swojego] organu płciowego do [własnych] ust” z jednym z trzech sposobów nawiązania „relacji z samym sobą”. Artemidor uważał, że sny o tym „nienaturalnym” akcie zwiastują śmierć dzieci, utratę jednej z kochanek lub skrajne ubóstwo.

## Aspekty fizyczne
Niewielu ludzi dysponuje wystarczającą elastycznością i długością penisa, aby wykonać niezbędne do autofellatio wygięcie ciała do przodu. Zwiększona elastyczność, osiągnięta dzięki pozycjom wspomaganym przez grawitację oraz ćwiczeniom fizycznym, takim jak gimnastyka czy joga, może ułatwić to zadanie. Amerykańscy biolodzy Craig Bartle i Alfred Charles Kinsey podali, że mniej niż 1% mężczyzn potrafi skutecznie dotknąć oralnie swojego penisa, a jedynie 2 lub 3 mężczyzn na tysiąc potrafi wykonać pełne autofellatio. Wcześniej nauka behawiorystyczna uważała autofellatio za problem, a nie za odmianę praktyki seksualnej.

## Zagrożenia dla zdrowia
Czynniki ryzyka związane są przede wszystkim z nadwyrężeniem mięśni. W publikacji Men’s Health ekspert w dziedzinie seksualności Eric Garrison twierdzi, że naciągnięcia mięśni nie są rzadkością. Inny ekspert, Cam Fraser, stwierdził w reportażu dla ABC: „Jedyne, co przychodzi mi na myśl, co potencjalnie mogłoby pójść nie tak, to naciągnięcie mięśnia i ból pleców, jeśli nie jesteś wystarczająco rozciągnięty”. Obaj mężczyźni zauważają, że choroby przenoszone drogą płciową, takie jak opryszczka, mogą zostać przeniesione z ust na penisa i odwrotnie. Ponadto Garrison spotkał się z kilkoma przypadkami, w których mężczyźni przypadkowo się pogryźli.

## Odniesienia w kulturze

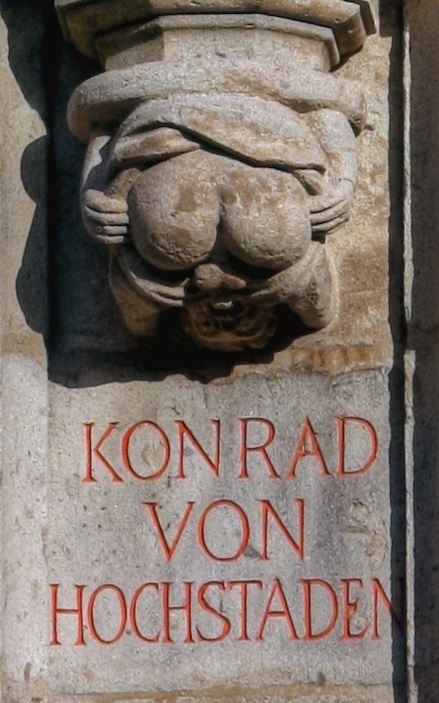
Groteska przedstawiająca autofellatio pod pomnikiem Konrada von Hochstadena

Autofellatio jest niszą w pornografii. Choć w stosunkowo niewielu filmach pornograficznych występuje autofellatio, niektórzy aktorzy pornograficzni znani są właśnie z tej umiejętności (np. Ron Jeremy i jego filmy z lat 70. XX wieku). Inni aktorzy, m.in. Scott O’Hara, Cole Youngblood, Steve Holmes i Ricky Martinez, również występowali wykonując autofellatio. W częściowo autobiograficznej powieści Briana W. Aldissa z 1970 r. The Hand-Reared Boy autor opisuje grupowe praktyki masturbacji w brytyjskiej szkole z internatem dla chłopców. Pewien chłopiec, mający wyjątkowo dużego penisa, potrafił wykonać autofellatio, co potwierdza narrator Horatio Stubbs.
Komik Bill Hicks rozwinął często cytowany riff na temat fellatio: „Pewnej nocy kobieta krzyknęła: »Próbowałeś kiedyś?« Powiedziałem: »Tak. Prawie złamałem sobie kręgosłup«".  Kevin Smith później rozwinął podobny temat („Złamał kark, próbując ssać własnego penisa”) w swoim debiutanckim filmie Clerks z 1994 roku.  Scenarzysta i reżyser Larry David w swoim filmie Kwaśne winogrona z 1998 roku zastosował autofellatio jako powtarzający się zabieg fabularny, wielokrotnie nawiązując do niego i pokazując w stonowanych ujęciach wykonującego ten akt aktora odgrywającego główną rolę. W skeczu Saturday Night Live z 26. sezonu (2000–2001) Will Ferrell gra postać, która zapisuje się na zajęcia jogi w celu rozwinięcia umiejętności uprawiania seksu oralnego jako części drogi do osiągnięcia Samadhi. W filmie z 2001 roku pt. Straszny film 2 profesor Dwight Hartman (David Cross) wykonuje autofellatio po odrzuceniu oferty Theo (Kathleen Robertson) dotyczącej seksu oralnego.
Sekwencja otwierająca film Shortbus z 2006 roku pokazuje Jamesa (Paul Dawson) uprawiającego seks oralny na taśmie wideo; podobnie jak wszystkie inne treści seksualne w tym filmie, scena ta nie była symulowana.
W 1993 roku amerykańska artystka feministyczna Kiki Smith stworzyła woskową rzeźbę naturalnej wielkości zatytułowaną „Matka/Dziecko”, na której znajdował się wizerunek mężczyzny wykonującego autofellatio.
W 2017 roku koncepcję autofellatio wykorzystał były dyrektor ds. komunikacji Białego Domu, Anthony Scaramucci, wobec innych wysokich rangą urzędników Białego Domu w administracji Donalda Trumpa : „Nie jestem Steve’em Bannonem, nie próbuję ssać własnego kutasa”.